# Maiquetía
Pour l’article homonyme, voir Maiquetía (paroisse civile).
Maiquetía est une ville de l'État de La Guaira, au Venezuela. Elle est située sur le littoral de la mer des Caraïbes, à une dizaine de kilomètres au nord de Caracas. Sa population s'élevait à 87 909 habitants en 2007.
Maiquetía est le siège de l'aéroport international Maiquetía ~ Simón Bolívar, l'aéroport le plus important du pays.